# Синго (Китай)
Синго́ (кит. упр. 安远, пиньинь Ānyuǎn) — уезд городского округа Ганьчжоу провинции Цзянси (КНР).

## История
В эпоху Троецарствия, когда эти места входили в состав государства У, в 236 году из уезда Ганьсянь был выделен уезд Пинъян (平阳县). После объединения китайских земель в составе империи Цзинь уезд Пинъян был в 280 году переименован в Ганьгу (干固县). Во времена империи Суй уезд Ганьгу был в 589 году расформирован.
Во времена империи Сун в этих местах в 982 году был вновь образован уезд. Так как это был 7-й год правления под девизом «Тайпин синго», то уезд получил название в честь девиза правления, и стал уездом Синго.
После образования КНР в 1949 году был создан Специальный район Жуйцзинь (瑞金专区), и уезд вошёл в его состав. В ноябре 1949 года был создан Ганьсинаньский административный район (赣西南行署区); Специальный район Жуйцзинь был при этом переименован в Специальный район Нинду (宁都专区) и подчинён Ганьсинаньскому административному району. 17 июня 1951 года Ганьсинаньский административный район был упразднён. 29 августа 1952 года Специальный район Нинду был присоединён к Специальному району Ганьчжоу (赣州专区).
В мае 1954 года Специальный район Ганьчжоу был переименован в Ганьнаньский административный район (赣南行政区). В мае 1964 года Ганьнаньский административный район был снова переименован в Специальный район Ганьчжоу. В 1970 году Специальный район Ганьчжоу был переименован в Округ Ганьчжоу (赣州地区).
Постановлением Госсовета КНР от 24 декабря 1998 года Округ Ганьчжоу был преобразован в городской округ; это постановление вступило в силу с 1 июля 1999 года.

## Административное деление
Уезд делится на 7 посёлков и 18 волостей.

## Транспорт
В августе 2022 года введена в эксплуатацию 800-метровая линия подвесного маглева, которую планируется развивать в качестве метрополитена.